# 西尔维奥·莱昂纳德
西尔维奥·莱昂纳德（西班牙語：Silvio Leonard，1955年9月20日—），古巴男子田径运动员。他曾代表古巴参加1976年和1980年夏季奥林匹克运动会田径比赛，其中1980年奥运会获得一枚银牌。